# 쓰르라미 울 적에 대상
쓰르라미 울 적에 대상(일본어: ひぐらしのなく頃に大賞 히구라시노 나쿠 코로니 타이쇼[*])은 07th Expansion의 동인 게임 《쓰르라미 울 적에》를 소재로 한 2차 창작의 단편소설 작품을 대상으로 한 문학상이다. 스퀘어 에닉스가 주관하고 있다. 심사방법이 이메일로만 하는 점이 큰 특징이다.
결과 발표는 사이트 및 《월간 소년 강강》《월간 강강 WING》《월간 G 판타지》 잡지에서 차례차례 알리고 있다.